# Mycomya amica
Mycomya amica är en tvåvingeart som beskrevs av Vaisanen 1984. Mycomya amica ingår i släktet Mycomya och familjen svampmyggor.
Artens utbredningsområde är Kalifornien. Inga underarter finns listade i Catalogue of Life.